# Alfred Deakin
Alfred Deakin (Melbourne, 3 de agosto de 1856-ibídem, 7 de octubre de 1919) fue un político australiano, primer ministro de Australia en tres ocasiones.

## Biografía
Estudió leyes en la Universidad de Melbourne y más tarde se convirtió en periodista para la publicación The Age.
Fue elegido para el Parlamento de Victoria en 1878 y dos años más tarde fue reelegido. Llegó a ser ministro de Obras Públicas, subsecretario de Justicia y secretario en jefe del presidente de gobierno de Victoria entre 1886 y 1890.
Durante la década de 1890, fue una de las figuras clave en la defensa de la federación australiana, y cuando se alcanzó la unión, se convirtió en el primer fiscal general de Australia. Trabajó estrechamente con Edmund Barton, el primer presidente de gobierno australiano, a quien sucedió en 1903, pero fue derrocado al año siguiente. Volvió a ser presidente en otras dos ocasiones, en los periodos 1905-1908 y 1909-1910. Durante sus mandatos, desempeñó un importante papel en el reconocimiento de los nuevos intereses nacionales, relacionados especialmente con el desarrollo de los sistemas de riego, la introducción de pensiones y la protección de los trabajadores.